# Prijedor
Prijedor uttal (fil) (kyrilliska: Приједор) är en stad och kommun i nordvästra Bosnien-Hercegovina i den historiska regionen Bosanska Krajina, vid floden Sanas strand. Det är den näst största staden i entiteten Republiken Srpska. Kommunen har en area på 833 km² och hade 1991 112 543 invånare.
Prijedor med dess omnejd har haft ett blodigt förflutet. Under andra världskriget mördades ett stort antal civila och barn, mestadels serber, av kroatiska Ustaša och tyska Wehrmacht. I Kozara finns ett minnesmärke av Dušan Džamonja vilket är tillägnat regionens partisaner som stupade i motståndsrörelsen under andra världskriget. Under Bosnienkriget (1992-1995) fanns i närheten av Prijedor de ökända lägren Omarska, Keraterm och Trnopolje, vilka etablerades 1992 på order av bosnienserbernas ledare Radovan Karadžić för att internera regionens bosniakiska och kroatiska befolkning. I Prijedor förekom även massvåldtäkter och avrättningar av bosniaker, bosnienkroater och serber av den bosnienserbiska armén
. Den bosnienserbiske politikern Milomir Stakić från Prijedor dömdes av den internationella domstolen i Haag till 40 års fängelse för våldshandlingarna som den bosnienserbiska armén utförde 1992 i Prijedor.
Den svenske skådespelaren Dragomir Mrsic föddes i Prijedor 1969, men utvandrade till Sverige i unga år.

## Demografi
Kommunens befolkning är jämnt fördelad mellan tätort och landsbygd. Serberna är i majoritet i kommunen med över 75 000. I kommunen bor även nära 23 000 bosniaker och 2 000 kroater. Vid den sista befolkningsräkningen i Jugoslavien år 1991 innan krigsutbrottet var de serbiska och bosniakiska befolkningsgrupperna jämnstora, den sistnämnda något större (43,9 % jämfört med 42,3 %). Bosnienkriget (se ovan) har dock ändrat balansen; antalet bosniaker är hälften idag visavi 1991 och antalet kroater endast en tredjedel.